# Heinrich-Hertz-Kaserne (Daun)

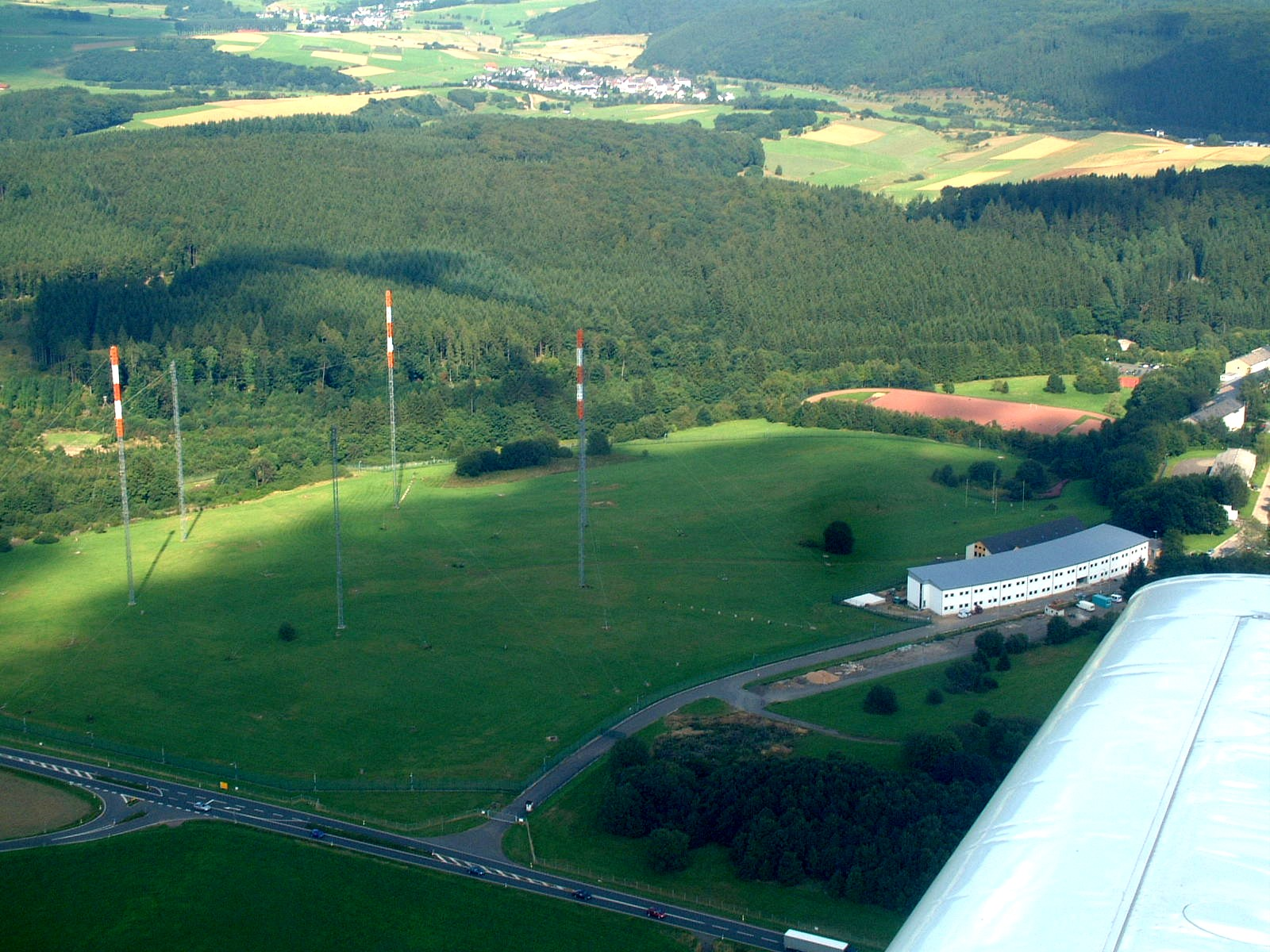
Luftbild des Antennenfeldes der Heinrich-Hertz-Kaserne in Daun

Die Heinrich-Hertz-Kaserne ist eine Kaserne des Heeres der Bundeswehr in Daun in Rheinland-Pfalz. Die Kaserne befindet sich nördlich von Daun und westlich der Bundesautobahn 1 nahe dem Kreuzungsbereich der Bundesstraßen 421 und 257.
Nördlich der Kaserne befindet sich ein Standortübungsplatz. Für die Schießausbildung nutzen die Soldaten der Kaserne die Standortschießanlage in Gees (Gerolstein) oder in Ulmen.

## Geschichte
Nach Beseitigung der Schäden aus dem Zweiten Weltkrieg wurde ohne Erfolg versucht, Industrie in Daun anzusiedeln. Bereits 1954 gab es erste Überlegungen, sich um eine Garnison zu bemühen. Der Ministerpräsident von Rheinland-Pfalz wurde gebeten, die Stadt zu unterstützen. Man bot eine geeignet erscheinende Fläche für einen Truppenübungsplatz und eine Standortschießanlage an. Im Juli 1956 wurde die Örtlichkeit besichtigt und schon im Folgejahr erhielt Daun die Bestätigung des Bundesministeriums der Verteidigung, dass eine Stationierung geplant sei. Da das Gelände für schwere Panzer eher ungeeignet erschien und zudem der Stadtrat einen Ausbau des Fremdenverkehrs anstrebte, wurde versucht, einer Stationierung der Artillerie entgegenzuwirken.
Baubeginn für die Kaserne war im Dezember 1961 und das Richtfest wurde 1963 abgehalten. Trotzdem waren die Bedingungen beim Bezug der neuen Unterkünfte 1965 noch nicht optimal, da die letzten Gebäude erst im Jahr 1966 fertiggestellt wurden. Die Kaserne in Daun wurde am 27. Oktober 1965 mit einem feierlichen Appell offiziell übergeben.
Der Standort hatte einen positiven Effekt auf die örtliche Infrastruktur in Daun. So wurden zusätzliche Mittel und Zuschüsse bewilligt, die beispielsweise in den Ausbau der Wasserversorgung und den Neubau einer Kirche und eines Gymnasiums flossen. Am Ende der 1980er Jahre wurde eine neue zentrale Funkabhörstation in Daun errichtet. Mit dem Ende des Kalten Krieges war der Bundeswehrstandort in den frühen 1990er Jahren gefährdet. Bürgermeister und Bürger von Daun setzten sich mit einer Unterschriftenaktion für den Verbleib der Bundeswehr ein. 2013 wurden 200 weitere Soldaten in Daun stationiert, vorher lag die Zahl bei insgesamt 750.

## Namensgebung
Zunächst hatte die Kaserne keinen Namen, sondern wurde als „Truppenunterkunft Daun“ bezeichnet. Erst nach den 1980er Jahren wurde sie nach dem Physiker Heinrich Hertz benannt, der die Existenz von elektromagnetischen Wellen nachgewiesen hatte. Diese Wellen sind die Grundlage für die Nachrichtenübermittlung per Funk.

## Dienststellen
Etwa 1360 Dienstposten befinden sich in der Kaserne. Im Einzelnen sind und waren folgende militärische und zivile Dienststellen in der Kaserne stationiert:
| Dienststelle                                                   | ehemals                                                               | Abkürzung                  | von/seit      | bis           | OrgBereich       |
| -------------------------------------------------------------- | --------------------------------------------------------------------- | -------------------------- | ------------- | ------------- | ---------------- |
| Kommando Aufklärung und Wirkung                                | Kommando Aufklärung und Wirkung                                       | KdoAufklWirk               | 1. Apr. 2023  |               | CIR              |
|                                                                | Auswertezentrale Elektronische Kampfführung                           | AuswZentrEloKa             | 1. Apr. 2013  | 31. März 2023 | CIR              |
|                                                                | Fernmeldebereich 93                                                   | FmBer 93                   | 1. Juli 1994  | 31. März 2013 |                  |
|                                                                | Stab/Stabskompanie Fernmelde- und Elektronische Aufklärungsbrigade 94 | St/StKp Fm/EloAufklBrig 94 | 1. Apr. 1992  | 31. Dez. 2003 |                  |
|                                                                | Fernmeldestab 94                                                      | FmStab 94                  | 1970          | 31. März 1992 |                  |
|                                                                | Fernmeldestab 60                                                      | FmStab 60                  | 1. Juli 1960  | 1970          |                  |
| Bataillon Elektronische Kampfführung 931                       | Bataillon Elektronische Kampfführung 931                              | EloKaBtl 931               | 1. Apr. 2013  |               | CIR              |
|                                                                | Fernmeldeaufklärungsabschnitt 931                                     | FmAufklAbschn 931          | 2003          | 31. März 2013 |                  |
|                                                                | Fernmeldeaufklärungsregiment 940                                      | FmAufklRgt 940             | 1. Apr. 1992  | 2003          |                  |
|                                                                | Fernmeldebataillon 940                                                | FmBtl 940                  | 1974          | 31. März 1992 |                  |
|                                                                | Fernmeldebataillon 51                                                 | FmBtl 51                   | 15. März 1959 | 1974          |                  |
| Fernmeldeaufklärungszentrale Süd                               | Teile EloKaBtl 931                                                    | FmAufklZentr SÜD           | 1. Apr. 2023  |               | CIR              |
| Bundeswehr-Dienstleistungszentrum Mayen – Standortservice Daun | Bundeswehr-Dienstleistungszentrum Mayen – Standortservice Daun        | BwDLZ Mayen – StoS Daun    |               |               | IUD              |
| Sanitätsversorgungszentrum Daun                                | Sanitätsversorgungszentrum Daun                                       | SanVersZ Daun              |               |               | ZSan             |
| Evangelisches Militärpfarramt Daun                             | Evangelisches Militärpfarramt Daun                                    | EMilPfA Daun               | 1. Juli 2013  |               | Militärseelsorge |
| Unterstützungspersonal Standortältester Daun                   | Unterstützungspersonal Standortältester Daun                          | UstgPers StOÄ Daun         | 1. Apr. 1981  |               |                  |
| Servicestation der Bw Bekleidungsmanagement                    |                                                                       |                            |               |               |                  |
| Ehemals stationierte Dienststellen (ohne aktive Nachfolger):   |                                                                       |                            |               |               |                  |
| Fahrschulgruppe Daun                                           | Fahrschulgruppe Daun                                                  | FahrSGrp Daun              | 1986          | 1994          |                  |
| Feldjägerbataillon 900 (teilaktiv)                             | Feldjägerbataillon 900 (teilaktiv)                                    | FJgBtl 900 (ta)            | 1979          | 1989          |                  |
|                                                                | Feldjägerkompanie 900                                                 | FJgKp 900                  | 1972          | 1979          |                  |
|                                                                | Feldjägerkompanie 700                                                 | FJgKp 700                  | 1962          | 1972          |                  |
| Fernmeldeausbildungskompanie 425                               | Fernmeldeausbildungskompanie 425                                      | FmAusbKp 425               | 1. Apr. 1965  | 1989          |                  |
| Fernmeldeausbildungskompanie 941                               | Fernmeldeausbildungskompanie 941                                      | FmAusbKp 941               | 1974          | 1989          |                  |
| Fernmeldeausbildungskompanie 942                               | Fernmeldeausbildungskompanie 942                                      | FmAusbKp 942               | 1978          | 1994          |                  |
| Fernmeldeführungskommando Heer (Geräteeinheit)                 | Fernmeldeführungskommando Heer (Geräteeinheit)                        | FmFüKdoH (GerEinh)         | 1. Jan. 1986  | 30. Juni 1994 |                  |
| Fernmeldezentrum 904 (Geräteeinheit)                           | Fernmeldezentrum 904 (Geräteeinheit)                                  | FmZ 904 (GerEinh)          | 1. Okt. 1973  | 31. März 1997 |                  |
| Kasernenfeldwebel mit Standortaufgaben Daun                    | Kasernenfeldwebel mit Standortaufgaben Daun                           | KasFw StOAufg Daun         | 1. Apr. 1981  | 30. Sep. 1994 |                  |
| Sanitätsstaffel Daun                                           | Sanitätsstaffel Daun                                                  | SanStff Daun               | 1. Juli 2004  | 30. Sep. 2015 |                  |
| Sanitätszentrum Cochem Teileinheiten Daun                      | Sanitätszentrum Cochem Teileinheiten Daun                             | SanZ Cochem TE Daun        | 1. Juli 2004  | 30. Sep. 2015 |                  |
| Sicherungsbataillon 901 (Geräteeinheit)                        | Sicherungsbataillon 901 (Geräteeinheit)                               | SichBtl 901 (GerEinh)      | min. 1980     | 1989          |                  |
| Standortfeldwebel Daun                                         | Standortfeldwebel Daun                                                | StOFw Daun                 | 1. Apr. 1981  | 31. März 1999 |                  |
| Standortfernmeldeanlage 421/402                                | Standortfernmeldeanlage 421/402                                       | StOFmAnl 421/402           |               |               |                  |
| Truppenarzt Daun                                               | Truppenarzt Daun                                                      | TrArzt Daun                | 1. Apr. 1984  | 31. März 1998 |                  |
| Zahnarztgruppe 403/2                                           | Zahnarztgruppe 403/2                                                  | ZahnArztGrp 403/2          | 1. Apr. 1981  | 31. Dez. 1998 |                  |
|                                                                | Zahnstation (Terr) H 440                                              | ZahnStn (Terr) H 440       | 1. Okt. 1978  | 31. März 1981 |                  |
| In der Liegenschaft Mehrener Straße waren zudem untergebracht: |                                                                       |                            |               |               |                  |
| Standortverwaltung Gerolstein Außenstelle Daun                 | Standortverwaltung Gerolstein Außenstelle Daun                        | StOV Gerolstein ASt Daun   | 1. Aug. 1965  | 31. Jan. 1995 |                  |